# 大角縣 (蒙大拿州)

大角縣是美國蒙大拿州南部的一個縣，南鄰懷俄明州，面積12,988平方公里。根據2010年人口普查，本縣共有人口12,865人。本縣縣治為哈丁。
現在的縣成立於1913年1月13日。該州最早成立的其中一個縣卡斯特縣在成立時也與本縣同名，但後來於1877年改為現名。縣名來自當地常見的大角羊。

## 地理

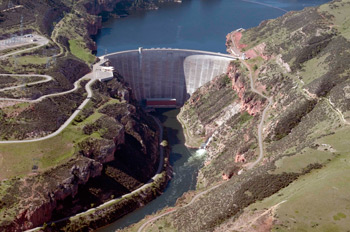
大角峽谷國家遊樂區

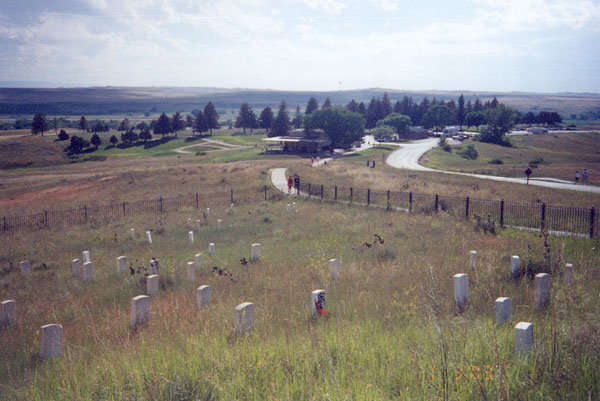
小大角戰場國家紀念區

根據2000年人口普查，大角縣的總面積為5,015平方英里（12,990平方），其中有4,995平方英里（12,940平方），即99.6%為陸地；20平方英里（52平方），即0.4%為水域。本縣既是蒙大拿州面積第六大的縣份，亦是美國面積第64大的縣份。本縣大部份土地均由印第安人保留地組成。其中克羅印第安人保留地佔了總面積的64.2%，北夏安印第安人保留地則佔了6.37%。

### 毗鄰縣
- 蒙大拿州 卡本縣：西方
- 蒙大拿州 黃石縣：西北方
- 蒙大拿州 特雷熱縣：北方
- 蒙大拿州 羅斯布德縣：東北方
- 蒙大拿州 保德河縣：東方
- 懷俄明州 謝里敦縣：南方
- 懷俄明州 比格霍恩縣：西南方

### 國家保護區
- 大角峽谷國家遊樂區（部分）
- 小大角戰場國家紀念區

## 人口
| 调查年            | 人口   | 备注 | %±    |
| ----------------- | ------ | ---- | ----- |
| 1920              | 7,015  |      | —     |
| 1930              | 8,543  |      | 21.8% |
| 1940              | 10,419 |      | 22.0% |
| 1950              | 9,824  |      | −5.7% |
| 1960              | 10,007 |      | 1.9%  |
| 1970              | 10,057 |      | 0.5%  |
| 1980              | 11,096 |      | 10.3% |
| 1990              | 11,337 |      | 2.2%  |
| 2000              | 12,671 |      | 11.8% |
| 2010              | 12,865 |      | 1.5%  |
| [ 7 ] [ 8 ] [ 9 ] |        |      |       |

根據2000年人口普查，大角縣擁有12,671居民、3,924住戶和3,033家庭。其人口密度為每平方英里2居民（每平方公里1居民）。本縣擁有4,655間房屋单位，其密度為每平方英里1間（每平方公里0.4間）。而人口是由36.6%白人、0.04%黑人、59.66%土著、0.22%亞洲人、0.01%太平洋岛民、0.68%其他種族和2.79%混血构成。而西班牙裔或拉丁美洲人佔了人口13.9%。有67.1%人口的母語為英語、27.9%為克羅語、2.5%為夏安語、以及1.3%為西班牙語。
在3,924住户中，有42.4%擁有一個或以上的兒童（18歲以下）、54%為夫妻、17.6%為單親家庭、22.7%為非家庭、19.3%為獨居、6.7%住戶有同居長者。平均每戶有3.17人，而平均每個家庭則有3.66人。在12,671居民中，有35.8%為18歲以下、8.6%為18至24歲、26.5%為25至44歲、20.5%為45至64歲以及8.6%為65歲以上。人口的年齡中位數為30歲，女子對男子的性別比為100：97.3。成年人的性別比則為100：91。
本县的住戶收入中位數為$27,684，而家庭收入中位數則為$31,095。男性的收入中位數為$23,814，而女性的收入中位數則為$18,884，人均收入為$10,792。約23.7%家庭和29.2%人口在貧窮線以下，包括37%兒童（18歲以下）及20.1%長者（65歲以上）。